# Diócesis de Sikasso
La diócesis de Sikasso (en latín: Dioecesis Sikassen(sis) y en francés: Diocèse de Sikasso) es una circunscripción eclesiástica latina de la Iglesia católica en Malí, sufragánea de la arquidiócesis de Bamako. La diócesis es sede vacante desde el 27 de marzo de 2020.

## Territorio y organización
La diócesis extiende su jurisdicción sobre los fieles católicos de rito latino residentes en los círculos de Sikasso, Kadiolo y Kutiala de la región de Sikasso y el círculo de Bla de la región de Segú.
La sede de la diócesis se encuentra en la ciudad de Sikasso, en donde se halla la Catedral de Nuestra Señora de Lourdes. 
En 2020 la diócesis estaba dividida en 9 parroquias.

## Historia
Los primeros misioneros de África llegaron a Sikasso desde Segú en 1922, pero la misión fue abandonada en 1929. Fue el vicario apostólico de Bobo-Dioulasso (en la actual Burkina Faso) quien retomó la evangelización de la región, enviando tres misioneros del mismo instituto, los padres Lorentz, Libouban y el hermano Jude, que llegaron a Sikasso el 5 de noviembre de 1936.
La prefectura apostólica fue erigida el 12 de junio de 1947 con la bula In dominicis agris del papa Pío XII separando territorio del vicariato apostólico de Bobo-Dioulasso (hoy arquidiócesis).
El 6 de julio de 1963 la prefectura apostólica fue elevada a diócesis con la bula Praefectura apostolica del papa Pablo VI.

## Episcopologio
- Didier Pérouse de Montclos, M.Afr. † (17 de octubre de 1947-8 de julio de 1976 renunció)
- Jean-Baptiste Maria Cissé † (8 de julio de 1976-3 de noviembre de 1996 falleció)
- Jean-Baptiste Tiama (5 de noviembre de 1998-27 de marzo de 2020 nombrado obispo de Mopti)

## Estadísticas
De acuerdo al Anuario Pontificio 2021 la diócesis tenía a fines de 2020 un total de 41 100 fieles bautizados.
| Año                                                                             | Población            | Población | Población      | Sacerdotes | Sacerdotes    | Sacerdotes    | Bautizados por sacerdote | Diáconos permanentes | Religiosos | Religiosos | Parroquias |
| Año                                                                             | Bautizados católicos | Total     | % de católicos | Total      | Clero secular | Clero regular | Bautizados por sacerdote | Diáconos permanentes | Varones    | Mujeres    | Parroquias |
| ------------------------------------------------------------------------------- | -------------------- | --------- | -------------- | ---------- | ------------- | ------------- | ------------------------ | -------------------- | ---------- | ---------- | ---------- |
| 1950                                                                            | 94                   | 377 437   | 0.0            | 7          | 7             |               | 13                       |                      |            |            | 2          |
| 1970                                                                            | 1871                 | 546 758   | 0.3            | 21         | 1             | 20            | 89                       |                      | 30         | 19         |            |
| 1980                                                                            | 4153                 | 687 430   | 0.6            | 18         | 1             | 17            | 230                      |                      | 36         | 22         | 7          |
| 1990                                                                            | 8710                 | 973 000   | 0.9            | 20         | 4             | 16            | 435                      |                      | 18         | 28         | 7          |
| 1999                                                                            | 15 075               | 2 796 594 | 0.5            | 23         | 12            | 11            | 655                      |                      | 13         | 35         | 8          |
| 2000                                                                            | 15 505               | 2 797 678 | 0.6            | 24         | 13            | 11            | 646                      |                      | 12         | 36         | 8          |
| 2001                                                                            | 16 569               | 2 800 178 | 0.6            | 22         | 11            | 11            | 753                      |                      | 12         | 40         | 8          |
| 2002                                                                            | 16 744               | 2 800 178 | 0.6            | 23         | 11            | 12            | 728                      |                      | 13         | 37         | 8          |
| 2003                                                                            | 17 580               | 2 800 850 | 0.6            | 22         | 12            | 10            | 799                      |                      | 12         | 40         | 8          |
| 2004                                                                            | 20 028               | 2 800 850 | 0.7            | 23         | 13            | 10            | 870                      |                      | 12         | 32         | 8          |
| 2014                                                                            | 29 000               | 1 901 944 | 1.8            | 28         | 22            | 6             | 1035                     |                      | 7          | 24         | 9          |
| 2017                                                                            | 33 738               | 2 054 600 | 1.6            | 30         | 22            | 8             | 1124                     |                      | 9          | 27         | 9          |
| 2020                                                                            | 41 100               | 2 208 750 | 1.9            | 30         | 23            | 7             | 1370                     |                      | 8          | 20         | 9          |
| Fuente: Catholic-Hierarchy, que a su vez toma los datos del Anuario Pontificio. |                      |           |                |            |               |               |                          |                      |            |            |            |